# Bjarke Christensen
Bjarke Christensen (født 26. januar 1992 i Skjern) er en dansk håndboldspiller for Skjern Håndbold. Han har også spillet på det danske landshold.
Han debuterede for det danske landshold d. 17 marts 2022 mod Norge i en Golden League kamp i Aalborg.
Den 20. juni 2021 blev det annonceret at Christensen havde underskrevet en 3-årig aftale med KIF Kolding fra 2022-23 sæsonen. I 2022-23 sæsonen scorede han andenflest mål i den danske liga med 201, kun overgået af Emil Madsen. I 2021-2022 sæsonen scorede han 3. flest med 210 mål. I 2024 vendte han tilbage til Skjern Håndbold på en 4-årig kontrakt.